# Кундхарт
Кундхарт (лат. Cundhart; умер не ранее 818) — первый известный из исторических источников франкский граф Виченцы (упоминается в 818 году).

## Биография
О происхождении Кундхарта в современных ему документах сведений не сохранилось. Предполагается, что его имя ономастически восходит к имени Гунтар. Так как это имя в Раннее Средневековье было распространено в Алеманнии, высказывалось мнение, что Кундхарт был родом из этой части Франкского государства. Однако такое предположение не получило широкого распространения, так как отсутствуют подтверждающие его документы VIII—IX веков. Тем не менее, то, что родиной Кундхарта были области к северу от Альп, признаётся большинством медиевистов.
Единственный документ с упоминанием Кундхарта — хартия епископа Виченцы Андрея II от августа 818 года, согласно которой тот передавал Фрайзингской епархии унаследованное им от родителей имущество в Баварии. Одной из персон, подписавших этот документ, был виченцский граф Кундхарт (лат. Cundharti comitis).
Когда Кундхарт получил находившуюся вблизи Виченцы часть Итальянского королевства — не установлено. Предыдущим известным правителем Виченцы был лангобардский герцог Гайдо, в 776 году лишившийся должности за участие в неудачном антифранкском восстании правителя Фриуля Ротгауда. В «Анналах королевства франков» и «Истории» Андрея Бергамского сообщается, что после этого король Карл Великий передал владения мятежников франкским графам. Одним из них мог быть и Кундхарт. Однако он также мог быть и одним из преемников первого (неизвестного) графа, так как между смещением Гайдо и упоминанием Кундхарта прошло более сорока лет.
Скорее всего, потомки Кундхарта жили в Италии и в более позднее время. Одним из них мог быть приближённый короля Беренгара I граф Гунтари.